# Občina Bloke
Občina Bloke (slovinsky Občina Bloke, německy Gemeinde Pfarrdorf) je jednou z 212 občin ve Slovinsku. Nachází se v Přímořsko-vnitrokraňském regionu na území historického Kraňska. Občinu tvoří 45 sídel, její rozloha je 75,1 km² a k 1. lednu 2017 zde žilo 1 522 obyvatel. Správním střediskem občiny je Nova vas.

## Členění občiny
Občina se dělí na sídla:
- Andrejčje
- Benete
- Bočkovo
- Fara
- Glina
- Godičevo
- Gradiško
- Hiteno
- Hribarjevo
- Hudi Vrh
- Jeršanovo
- Kramplje
- Lahovo
- Lepi Vrh
- Lovranovo
- Malni
- Metulje
- Mramorovo pri Lužarjih
- Mramorovo pri Pajkovem
- Nemška vas na Blokah
- Nova vas
- Ograda
- Polšeče
- Radlek
- Ravne na Blokah
- Ravnik
- Rožanče
- Runarsko
- Sleme
- Strmca
- Studenec na Blokah
- Studeno na Blokah
- Sveta Trojica
- Sveti Duh
- Škrabče
- Škufče
- Štorovo
- Topol
- Ulaka
- Velike Bloke
- Veliki Vrh
- Volčje
- Zakraj
- Zales
- Zavrh